# Feng Xi
En aquest nom xinès, el cognom és Feng.
Feng Xi (mort el 222 EC), nom estilitzat Xiuyuan (休元), va ser un general militar de Shu Han durant el període dels Tres Regnes de la història xinesa.
En el 221, Liu Bei va llançar una campanya contra les forces de Sun Quan, començant amb la batalla de Xiaoting. Feng va participar en les etapes inicials de la batalla, unint-se a Wu Ban per acabar derrotant els generals de Sun Li Yi (李异) i Liu E (刘阿) a Wu (巫). Feng va ser mort en combat en el 222 quan l'exèrcit de Sun Quan, sota el comandament de Lu Xun, va llançar un contraatac usant foc.